# Esteci
Esteci lub Mur Estetów – część skalnego muru na Krzemionkach w Krakowie. U jego podnóża znajduje się ogólnodostępny plac zabaw, nad murem stoi Fort „Benedykt”.
Mur Estetów wraz z Niskim Murem ma długość około 60 m i ciągnie się od południowego końca po murowane ogrodzenie dawnego getta żydowskiego. Jest pozostałością nieczynnego Kamieniołomu pod św. Benedyktem. Zbudowany jest z wapieni z niewielką domieszką krzemieni. Uprawiana jest na nim wspinaczka skalna i jest to najbardziej wśród wspinaczy popularny rejon wspinaczkowy na Krzemionkach. Niektóre jego drogi wspinaczkowe mają jednak starą i niebezpieczną asekurację wymagająca wymiany. Mur Estetów ma wysokość do 16 m i pionowe ściany o wystawie wschodniej i południowo-wschodniej. Znajduje się na terenie otwartym, ale częściowo zacienionym przez drzewa. Jest na nim 9 dróg wspinaczkowych o trudności od VI.1+ do VI.5+ w skali polskiej. Asekuracja w postaci ringów (r), haków (h) i ringu zjazdowego (rz).

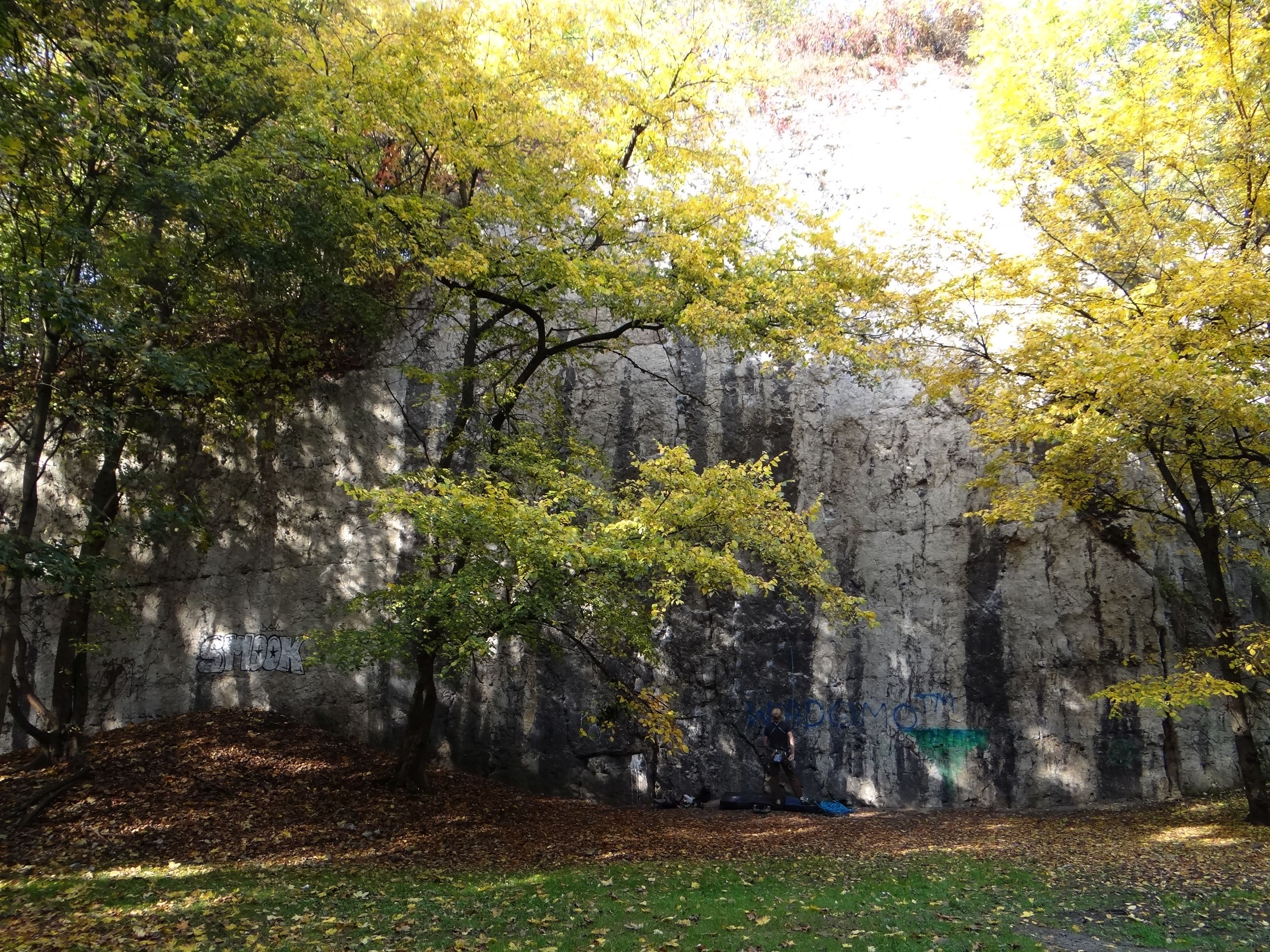
Niski Mur i Esteci
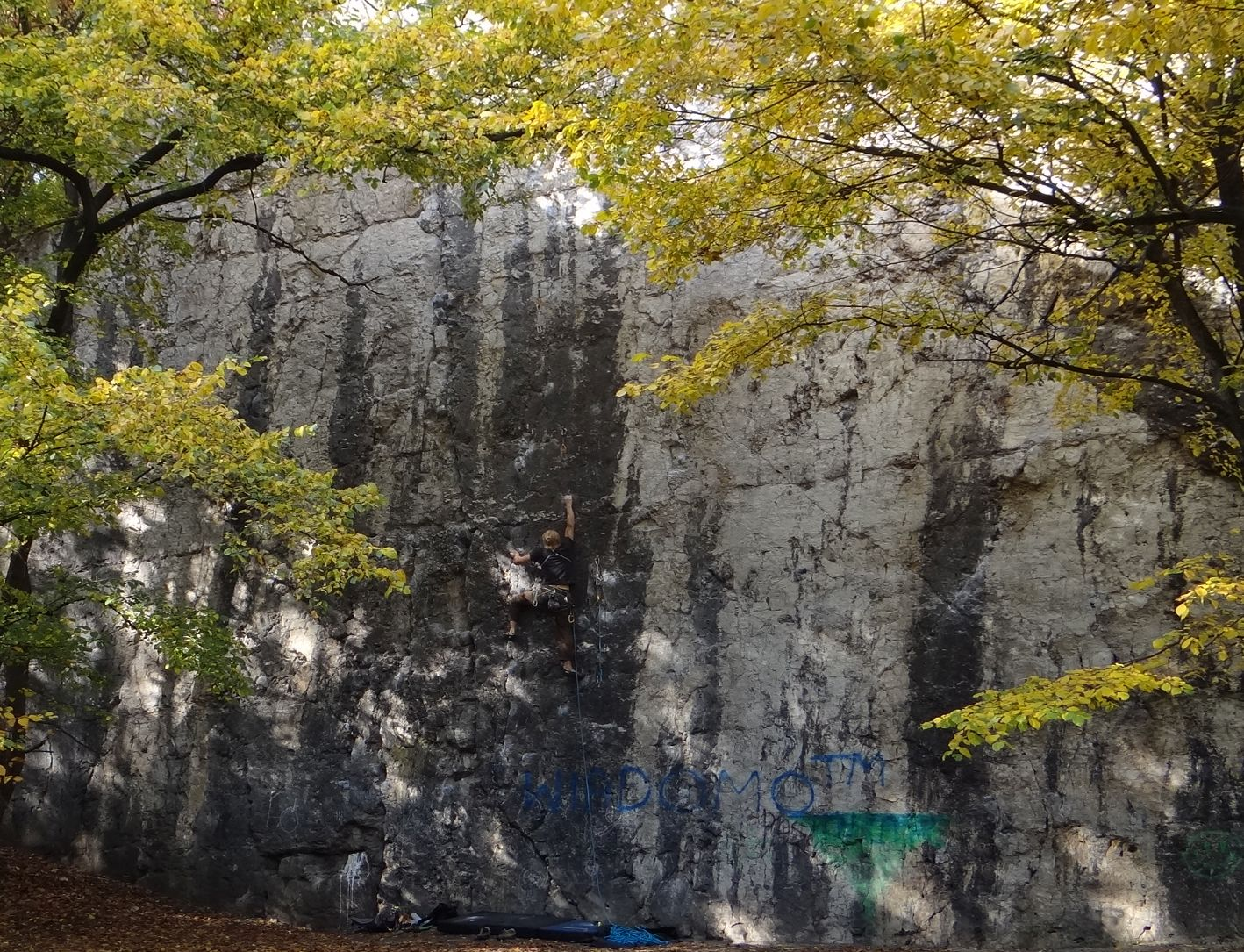
Wspinaczka
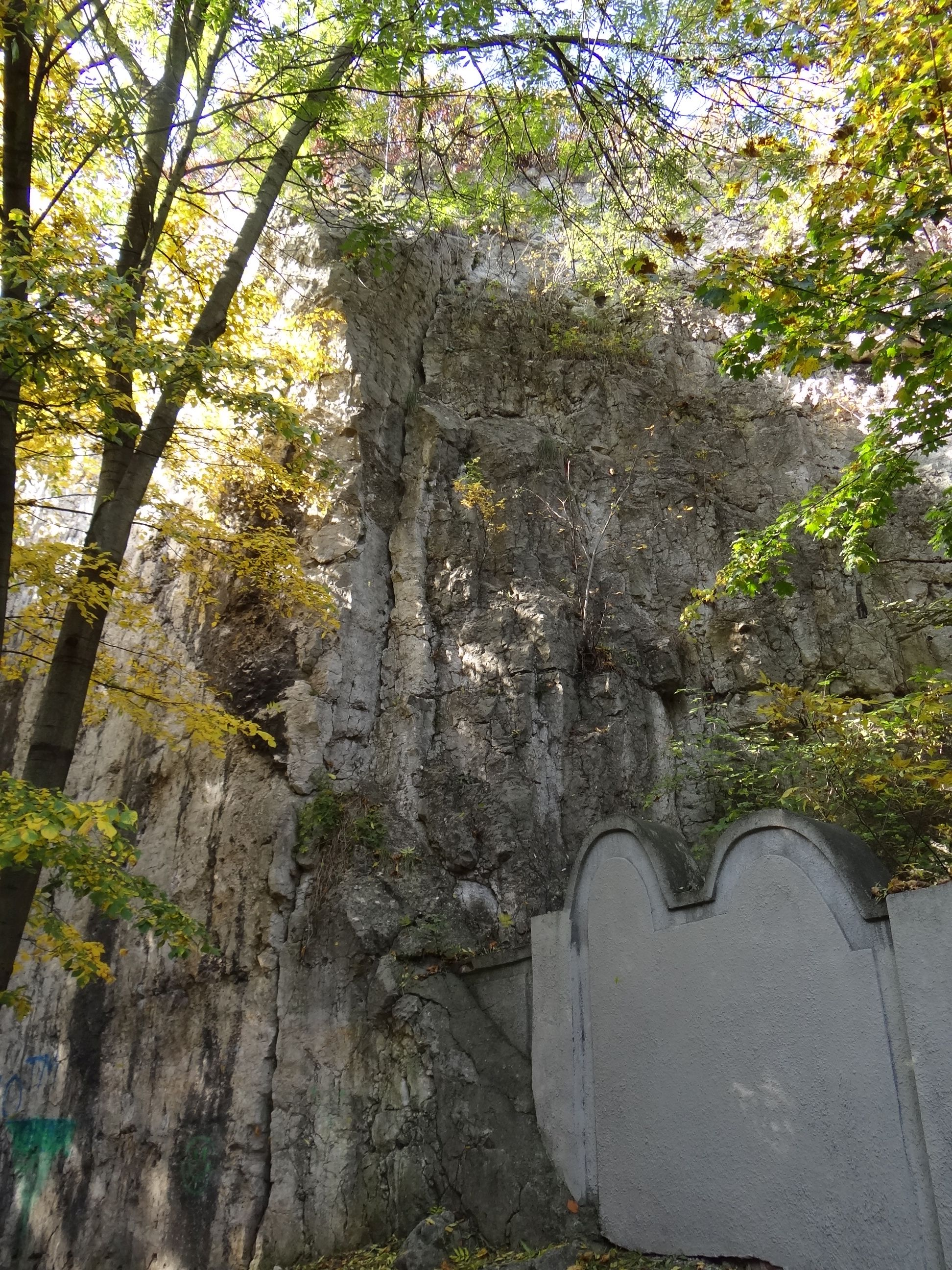
Północna część Estetów i mur getta
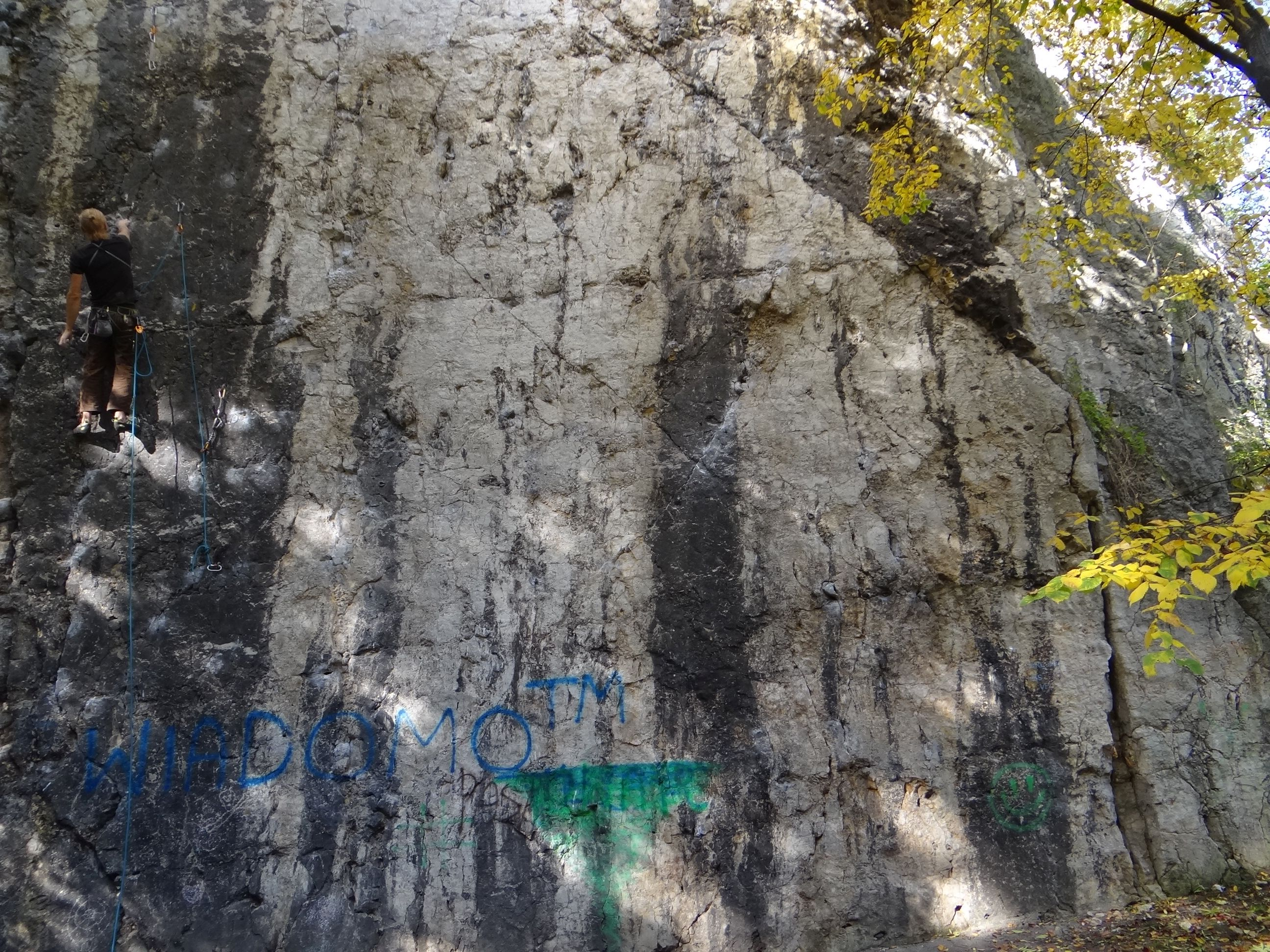
Wspinaczka

W bazie topo portalu wspinaczkowego wyróżnione są dwie części muru: Niski Mur i Esteci. Paweł Haciski w przewodniku wspinaczkowym opisuje je razem pod nazwą Esteci.

## Drogi wspinaczkowe
1. Ziejące zające VI.5/5+, 15 m (rz),
2. Rabacka Medina VI.3, 16 m (5r+rz),
3. Smuga cienia VI.2+, 16 m (rz),
4. Rysa lisa syfilisa VI.1+, 16 m (4r+1h+rz),
5. Metylowe opary V.4+, 16 m (6r+z),
6. Esteci VI.3/3+, 16 m (7r+rz),
7. Ziejące zasadzki VI.4, 16 m (7r+rz),
8. Jabolowe tulipany VI.4, 16 m (6r+rz),
9. Chrupkie z nuss fitem VI.2, 16 m (rz)[4].